# Aspatharia pfeifferiana
Aspatharia pfeifferiana е вид мида от семейство Iridinidae. Видът не е застрашен от изчезване.

## Разпространение
Разпространен е в Ангола, Ботсвана, Габон, Демократична република Конго, Екваториална Гвинея, Замбия, Зимбабве, Камерун, Намибия, Нигер, Нигерия, Централноафриканска република, Чад и Южна Африка.